# Süd-Maalhosmadulu-Atoll
Das Süd-Maalhosmadulu-Atoll liegt in der westlichen Inselkette der Malediven in der Lakkadivensee.

## Geographie
Das 30 Kilometer lange und bis zu 40 Kilometer breite Atoll ist durch den nur zwei Kilometer breiten Moresby Channel (Hani Kandu) im Norden vom Fasdhūtherē-Atoll und durch einen 13 Kilometer breiten Kanal im Süden vom Goidu-Atoll getrennt.
Von den etwa 70 Inseln im Atoll sind neben der Hauptinsel Eydhafushi weitere acht Inseln bewohnt:
Dharavandhoo, Dhonfanu, Hithaadhoo, Kamadhoo, Kendhoo, Kihaadhoo, Maalhos und Thulhaadhoo.
2006 hatte das Atoll knapp 7700 Einwohner.

## Verwaltung
Das Süd-Maalhosmadulu-Atoll bildet zusammen mit dem nördlich angrenzenden Fasdhūtherē-Atoll und dem südlich gelegenen Goidu-Atoll das maledivische Verwaltungsatoll Maalhosmadulu Dhekunuburi mit der Thaana-Kurzbezeichnung ބ (Baa).